# ボール減速機
ボール減速機とは、加茂精工株式会社により開発された、歯車の代わりにスチールボールで動力伝達を行うことにより、歯車で構成される減速機の問題点を解決したノンバックラッシ機構を有する減速機である。

## 概要
ボール減速機の構造としては内外歯車による差動歯車機構の一種に類するが、
1. 歯車の代わりに転動体であるスチールボールを介在させ、常時転がり接触によって動力を伝達する。
2. 動力伝達部（噛合い部）に予圧をかけることによりバックラッシをゼロにする。

という構造を実現したもの。
スチールボールによる伝達はバックラッシをゼロにし、摩擦が増大することなく軽快に動力伝達ができる構造である。
基本的なこの考え方は、ボールベアリングやボールネジ、あるいはリニアガイドなどにおいても効果を発揮している。

## 歴史
1985年　世界初の「ボール減速機」の試作に成功
1987年　ボール減速機の商品化及び発売
1988年　第13回発明大賞考案功労賞を受賞
1988年　ボール減速機がアメリカ特許を取得
1989年　平成元年精密工学会賞を受賞
1994年　科学技術庁長官賞受賞
1996年　ボール減速機が日本の特許を取得
2007年　経済産業省「ものづくり日本大賞」優秀賞を受賞
2012年　グッドデザイン賞を受賞

## 動作原理・説明
ボール減速機では、サイクロイド曲線を応用した減速機構となっている。
2枚の円板にボールを挟み、一方を固定し他方に偏心運動を与えると、ボールは円形の軌跡を転がる。
さらに自転を加えながら公転させることで、固定円板に対してエピサイクロイド（外転）、公転円板に対してハイポサイクロイド（内転）の軌跡を描くことになる。（あるいはトロコイド曲線）
噛み合いは多くの接点で行われ、全てのボールが溝によって位置拘束され転がり接触によってトルクを伝達する。

## 減速比
減速比は、一方の波数をＮ、他方をＮ-２としたとき、Ｎ側に公転を与えたときｉ＝２/Ｎとなり、Ｎ-２側に公転を与えたときｉ＝-２/(Ｎ-２)となる。
つまり組み合わせの波数差は常に２であり、また装着できるボール数は最大Ｎ-１となっている。

## 種類
- ＢＲシリーズ（ボール減速機）
- ＪＦＲシリーズ（薄型ボール減速機）
- ＳＦＰシリーズ（強化型ボール減速機）

## 特徴

### ノンバックラッシ
減速部に歯車ではなく多数のスチールボールを採用しており、予圧調整と常時転がり接触によりバックラッシ（噛み合い部のガタ）を除去している。

### 高効率
ボールネジ等と同様にボールの転がり接触なので極めて軽快に動作し動作効率が良い。

### 低騒音
回転部は全て転がり接触のためボール転送音のみでギアのような歯打ち音の発生は無い。

### 薄型
ＪＦＲシリーズでは出力軸に一体化されたクロスローラベアリングと構造部品の見直しにより薄型化を実現。剛性が高く直接負荷を受けることが出来るため装置全体の薄型化が図れる。